# Kuhukî, Koriukivka
Kuhukî (în ucraineană Кугуки) este un sat în comuna Tiutiunnîțea din raionul Koriukivka, regiunea Cernihiv, Ucraina.

## Demografie
Componența lingvistică a localității Kuhukî
     Ucraineană (100%)
Conform recensământului din 2001, toată populația localității Kuhukî era vorbitoare de ucraineană (100%).